# 白雙全
白雙全（英語：Tozer Pak Sheung Chuen，1977年—），香港藝術家，現任台南藝術大學助理教授。作品以日常經驗汲取靈感，引發觀者反思生活見稱，創作形式有裝置藝術、攝影、行為展演、錄像、繪畫、繪圖、雕塑、錄像裝置等。

## 簡介
白雙全1977年出生於中國福建，1984年移居香港，2002年畢業於香港中文大學藝術系，副修神學。白雙全作品通常關於人與人，以及城市和自然之間的感通，屢次以時間為創作主題。在行為展演作品《等一個朋友》（2006）中，他站立在繁忙的九龍塘港鐵大堂近四小時，直到巧遇朋友為止，為高速而冷漠的城市生活注入暖意，反思公共與私人的分野，探討以另類方式經驗時間與城市的可能。
白雙全於2009年代表香港參加第53屆威尼斯雙年展，參展項目為《製造（完美的）世界：海洋、香港、異邦的城市與夢》（Making (Perfect) World: Harbour, Hong Kong,  Alienated Cities and Dreams），內容共分四部分，分別是港口、香港、異邦的城市和夢想，創作形式融合雕塑、攝影、展演紀錄和文字作品。其他參與的聯展，包括利物浦雙年展（2012）、台北雙年展（2010、2012）、橫濱三年展（2008）、廣州三年展（2008）、釜山雙年展（2006）等。
白雙全先後有多件作品獲藝術文化機構收藏。2008年發表的作品《頁廿二（半個摺疊的圖書館）》（Page 22 (Half Folded Library) （页面存档备份，存于））被紐約58街公共圖書館永久收藏，其他作品分別藏於香港M+博物館、英國泰特現代藝術館、挪威阿斯楚普費恩利現代藝術博物館、The Burger Collection、希臘國立當代美術館、瑞士希克藏品、臺北市立美術館等。
2003年起，白雙全為《明報》星期日專欄創作人，發表著作有《單身看：香港生活雜記》、《單身看II：與視覺無關的旅行》和《噩夢牆紙》等。

## 外部連結
- M+藏品：白雙全 （页面存档备份，存于）